# Eremias lineolata
Espèce
Synonymes
- Scapteira lineolata Nikolsky, 1897
- Scapteira scripta Boettger, 1888
- Scapteira grumgrzimailoi Bedriaga, 1906

Eremias lineolata est une espèce de sauriens de la famille des Lacertidae.

## Répartition
Cette espèce se rencontre dans le nord-est de l'Iran, dans le nord-ouest de l'Afghanistan, au Turkménistan, au Tadjikistan, en Ouzbékistan et dans le sud du Kazakhstan.

## Publication originale
- Nikolsky, 1897 : Les reptiles, amphibiens et poissons recueillis part M. N. Zaroudny dans la Perse orientale. Annuaire Musée Zoologique de l’Académie Impériale des Sciences de Saint-Pétersbourg, vol. 2, p. 306-348 (texte intégral).